# Карбонат кальция-калия
Карбонат кальция-калия — неорганическое соединение,
комплексная соль калия, кальция и угольной кислоты
с формулой K2Ca(CO3)2,
бесцветные кристаллы,
не растворяется в воде.

## Получение
- В природе встречаются минералы бючлиит [1] и файрчильдит [2] — K2Ca(CO3)2 с примесями.
- Сплавление карбонатов кальция и калия:
{\displaystyle {\ce {K2CO3{}+CaCO3{}->[340{-}585~^{\circ }{\text{C}}]K2Ca(CO3)2}}}

## Физические свойства
Карбонат кальция-калия образует бесцветные кристаллы двух модификаций:
- файрчильдит — гексагональная сингония, пространственная группа P 63/mmc, параметры ячейки a = 0,5294 нм, c = 1,3355 нм, Z = 2;
- бючлиит — тригональная сингония, пространственная группа P 32/m, параметры ячейки a = 0,53822 нм, c = 1,8156 нм, Z = 3.

Не растворяется в воде.